# Pierbattista Pizzaballa
Pierbattista Pizzaballa (Cologno al Serio, 1965. április 21. –) olasz ferences szerzetes, korábbi szentföldi ferences kusztosz, 2020-tól jeruzsálemi latin pátriárka.

## Élete
A bergamói Cologno al Serióban született 1965. április 21-én, Pietro és Maria Maddalena Tadini fiaként. 1976 szeptemberében beiratkozott a bolognai ferences kisszemináriumba, majd 1984. szeptember 5-én a la vernai noviciátusba. Első fogadalmát itt tette 1985. szeptember 7-én, örökfogadalmát pedig 1989. október 4-én Bolognában. Teológiai diplomáját az Antonianum Pápai Egyetemen szerezte, majd 1990. szeptember 15-én szentelte pappá a bolognai székesegyházban Giacomo Biffi bíboros.
Klasszikus oklevelét a ferrarai érseki szemináriumban szerezte. Bibliai teológiát tanult a jeruzsálemi Studium Biblicum Franciscanumban 1993-ban, majd bibliai héber nyelvet tanított a jeruzsálemi Ferences Bibliatudományi és Régészeti Karon.
Az olasz anyanyelvén kívül Pizzaballa beszél héberül és angolul is.

### Presbiterként
Posztgraduális tanulmányai befejezése után bibliai héber nyelvet tanított a jeruzsálemi Ferences Bibliai és Régészeti Tudományok Karán, 1995-ben a Római Misekönyv héber nyelvű kiadásáért volt felelős , és liturgikus szövegeket fordított héber nyelvre.
1999 júliusában csatlakozott a Szentföld Gondnokságán dolgozó ferencesekhez, és a héberül beszélő katolikusok lelkigondozásáért volt felelős. 2001. május 9-én kinevezték a jeruzsálemi Szent Simeon és Anna-kolostor elöljárójává. 2005 és 2008 között pátriárkai vikáriusként szolgált.
2004-től 2016-ig szentföldi ferences kusztoszként szolgált.

### Püspöki pályafutása
2016. június 24-én verbei címzetes érsekké és a jeruzsálemi latin patriarkátus apostoli adminisztrátorává nevezték ki. Szeptember 10-én szentelte püspökké a bergamói székesegyházban Leonardo Sandri bíboros, Fouad Boutros Twal nyugalmazott jeruzsálemi latin pátriárka és Francesco Beschi bergamói püspök segédletével. 2020. október 24-én Ferenc pápa kinevezte jeruzsálemi pátriárkává. 
Bírálta, hogy Izrael gátat épít Ciszjordánia és Jeruzsálem között. 2023. október 16-án barbárnak ítélte a Hamász támadását, és felajánlotta magát túszként a 2023-as Izrael–Hamász-háborúban Gázában fogságban tartott izraeli gyerekekért cserébe.

## Forrás
- Patriarch Pierbattista Pizzaballa, O.F.M., Catholic-Hierarchy (angol)